# Schule Heiligenfelder Straße 2
Die ehemalige Schule Heiligenfelder Straße 2 in Bassum-Neubruchhausen, Ecke Hauptstraße, wurde 1861 gebaut. Das Gebäude wird heute als Wohnhaus genutzt.
Das Gebäude ist ein Baudenkmal in Bassum.

## Geschichte
Das eingeschossige im Giebel verklinkerte historisierende Gebäude mit Krüppelwalmdach sowie Fenstern mit Rundbögen wurde 1861 als Volksschule für den Ort gebaut.
Eine neuere eingeschossige Grundschule, Am Steinkamp 16, wurde 1961 gebaut. Sie ist heute eine einzügige Außenstelle der Grundschule Bassum Mittelstraße mit fünf Klassen, rund 60 Kindern und neun Fachkräften (2022). Die alte Schule wurde für Wohnzwecke umgebaut.